# Samtgemeinde Lutter am Barenberge
La comunità amministrativa di Lutter am Barenberge (Samtgemeinde Lutter am Barenberge) si trovava nel circondario di Goslar nella Bassa Sassonia, in Germania.
A partire dal 1º novembre 2021 è stata sciolta, i comuni che ne facevano parte sono confluiti nel comune di Langelsheim.

## Suddivisione
Comprendeva 3 comuni:
1. Hahausen
2. Lutter am Barenberge (comune mercato)
3. Wallmoden

Il capoluogo era Lutter am Barenberge.